# Берстеле
Бе́рстеле (устар. Берштельн, Берстель; латыш. Bērstele) или Бя́ржталис (Бяршталис, Берштелис; лит. Beržtalis) — река в Латвии и Литве. В Латвии течёт по территории Бауского края, в Литве — по территории Пакруойского района. Левый приток нижнего течения Ислице.
Длина — 53 км (по другим данным — 49 км или 51 км). Начинается в деревне Тришконяй на территории Линкувского староства Литвы. Течёт по Земгальской равнине, преимущественно на север. Устье Ислице находится на высоте 15,9 м над уровнем моря, в 16 км по левому берегу Ислице, на территории Пилсрундале в Рундальской волости Латвии. Уклон — 0,76 м/км (по другим данным — 1,1 м/км), падение — 40 м. Площадь водосборного бассейна — 169 км² (по другим данным — 161 км²). Средний расход воды — 0,6 м³/с. Объём годового стока — 0,03 км³.
Основные притоки:
- правые: Кяркшнис, Пиктакмянис[1].

## Этимология
Называние происходит от латыш. birzstala и лит. beržta ('березняк').